# Almaty Towers
Die Almaty Towers (russisch Алматы Тауэрс; ehemals Rahat Towers) sind ein Komplex aus zwei Wolkenkratzern in der kasachischen Stadt Almaty.
Mit einer Höhe von 100 Metern je Turm sind sie das vierthöchste Gebäude in Almaty.

## Gebäude
Die Almaty Towers wurden von 2004 bis 2008 direkt neben dem Hotel „Rahat Palast“ (jetzt das Hyatt Regency Almaty) errichtet. Durch einige Stockwerke im unteren Bereich des ganzen Komplexes sind die beiden Türme und das Hotel miteinander verbunden. Die Höhe bis zur Spitze der Türme beträgt genau 100 Meter. Die Gesamtfläche des gesamten Komplexes von ungefähr 89.000 m² verteilt sich je Turm auf 25 Stockwerke. Die Almaty Towers sind mit insgesamt 21 Aufzügen und acht Fahrtreppen des deutschen Unternehmens ThyssenKrupp ausgestattet. Im Gebäudekomplex sind neben Büroräumen auch Boutiquen, Restaurants und Cafés untergebracht. Die Tiefgarage verfügt über 416 Parkplätze.